# 单果红丝线
单果红丝线（学名：Lycianthes solitaria）为茄科红丝线属下的一个种。

## 扩展阅读
- 維基物種上的相關：单果红丝线